# Gloria, laus et honor

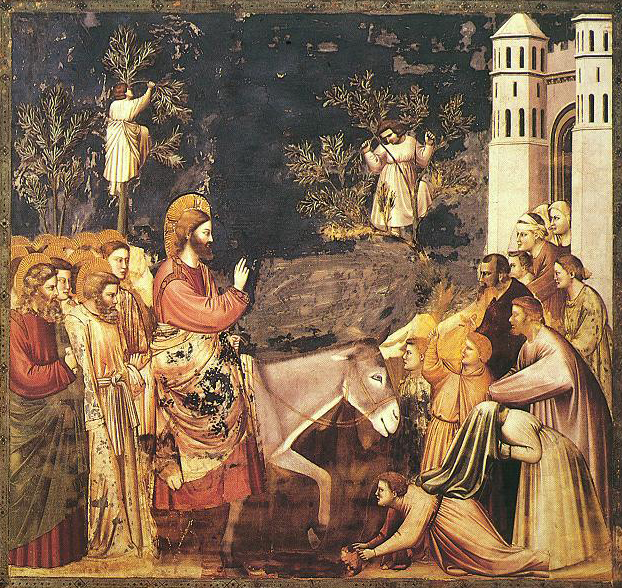
Einzug Jesu in Jerusalem, Fresko von Giotto di Bondone in der Capella degli Scrovegni in Padua

Gloria, laus et honor (lat. ‚Ruhm, Preis und Ehre‘) ist der Titel eines Prozessionshymnus des 9. Jahrhunderts, der Teil der Liturgie am Palmsonntag ist.

## Text und Textentstehung
Der Gesang wurde verfasst von Bischof Theodulf von Orléans († 821), während er um 810 bis 815 aus politischen Gründen in der Abtei Angers gefangengehalten wurde. Die historisch nicht haltbare Überlieferung besagt, Theodulf habe diesen Hymnus am Palmsonntag 821 gesungen, als König Ludwig der Fromme von Frankreich während der Prozession am Fenster seiner Zelle vorbeiging. Er sei so bewegt gewesen, dass er sofort anordnete, ihn frei- und wieder auf seinen Bischofsstuhl zurückkehren zu lassen. Dies widerspricht dem Umstand, dass Theodulf nach heutiger Erkenntnis in der Verbannung starb.
Der biblische Hintergrund findet sich im Matthäusevangelium (Mt 21,1–16 ) und im Psalm (Ps 118,26 ). Der Urtext umfasst 39 Distichen, von denen nur die ersten sechs Verseinheiten den heutigen Prozessionsgesang darstellen. 
Die lateinische Fassung findet sich im Missale Romanum. Die Melodie der deutschen Übersetzung Ruhm und Preis und Ehre sei dir im alten Gotteslob (1975) (Liednummer 197) lehnte sich an die gregorianische Melodie des Gesangs des 9. Jahrhunderts aus dem Antiphonale an. Im Stammteil des 2013 erschienenen Gotteslobs ist nur noch der Kehrvers als Ruf vor dem Evangelium enthalten (Liednummer 176,4). Eine ökumenische Fassung befindet sich im Anhang des Bistums Mainz (Liednummer 798). Einige andere Diözesananhänge des neuen Gotteslobs enthalten den Gesang mit anderen Melodiefassungen, etwa die Ausgabe für die Bistümer Freiburg und Rottenburg-Stuttgart unter der Liednummer 787.

## Text desHymnus ad Christum Regem
|          | Lateinischer Text nach Graduale Romanum 1974                                                     | Deutsche Übertragung nach Gotteslob 1975                                                                       |
| Kehrvers | Gloria, laus et honor tibi sit, Rex Christe, Redemptor: Cui puerile decus prompsit Hosanna pium. | Ruhm und Preis und Ehre sei dir, Erlöser und König! Jubelnd rief einst das Volk sein Hosianna dir zu.          |
| Vers 1   | Israel es tu Rex, Davidis et inclyta proles: Nomine qui in Domini, Rex benedicte, venis.         | Du bist Israels König, Davids Geschlechte entsprossen, der im Namen des Herrn als ein Gesegneter kommt.        |
| Vers 2   | Coetus in excelsis te laudat caelicus omnis, Et mortalis homo, et cuncta creata simul.           | Dir lobsingen im Himmel ewig die seligen Chöre; so auch preist dich der Mensch, so alle Schöpfung zugleich.    |
| Vers 3   | Plebs Hebraea tibi cum palmis obvia venit: Cum prece, voto, hymnis, adsumus ecce tibi.           | Einst mit Zweigen in Händen eilte das Volk dir entgegen; so mit Lied und Gebet ziehen wir heute mit dir.       |
| Vers 4   | Hi tibi passuro solvebant munia laudis: Nos tibi regnanti pangimus ecce melos.                   | Dort erklang dir der Jubel, als du dahingingst zu leiden; dir, dem König der Welt, bringen wir hier unser Lob. |
| Vers 5   | Hi placuere tibi, placeat devotio nostra: Rex bone, Rex clemens, cui bona cuncta placent.        | Hat ihr Lob dir gefallen, nimm auch das unsre entgegen, großer König und Herr, du, dem das Gute gefällt.       |

## Verwendung in der Liturgie
Das Gloria, laus et honor wird in der Liturgie der römisch-katholischen Kirche sowie (in seiner englischen Übersetzung All Glory, Laud and Honor) in anglikanischen und englischsprachigen lutherischen Kirchen bei der Palmprozession am Palmsonntag gesungen. Der Hymnus war bis zur Liturgiereform des Zweiten Vatikanischen Konzils verpflichtender Teil der römisch-katholischen Liturgie, heute ist er ein fakultativer Gesang zur Palmprozession. Der Gesang konnte antiphonal gesungen werden, indem der Kehrvers Gloria, laus et honor... nach jedem Vers wiederholt wurde. 
Bis zur Reform der Karwochenliturgie durch Papst Pius XII. im Jahr 1955 hielt die Palmprozession beim Erreichen der Kirche vor der verschlossenen Kirchtür an. Von innen sangen einige Kantoren die Verse des Hymnus, die von den draußen Stehenden wiederholt wurden. Nach dem Hymnus klopfte der Subdiakon mit dem Schaft des Vortragekreuzes an die Kirchtüre, welche dann geöffnet wurde, so dass die Prozession zur Feier der heiligen Messe in die Kirche einziehen konnte.